# Michel Mayor
Michel Gustave Édouard Mayor, (12 de gener de 1942) és un astrònom suís del Departament d'Astronomia de la Universitat de Ginebra. Juntament amb Didier Queloz va descobrir 51 Pegasi b el 1995, el primer planeta extrasolar que orbita l'estel 51 Pegasi de tipus solar.
Després d'estudiar física en la Universitat de Lausana, va obtenir el seu doctorat en astronomia en l'Observatori de Ginebra el 1971. Va treballar a més en l'observatori de Cambridge, l'Observatori Europeu Austral (ESO), a Xile, i un observatori a Hawaii. Fins a 1998, havia participat en més de 200 publicacions científiques. Actualment (juny de 2009) és coautor de més de 320 d'elles. Des del descobriment del 51 Pegasi b, Michel Mayor i el seu equip s'han dedicat a la labor de descobrir i estudiar més planetes extrasolars.
L'agost de 1998 va ser guardonat amb el premi suís Marcel Benoist en reconeixement de la seva labor i la influència d'aquesta en la vida humana. En 2000, va ser guardonat amb el premi Balzan. En 2004, li van atorgar la Medalla Albert Einstein. En 2005, va rebre el premi Shaw d'astronomia. En 2011 va ser guardonat amb el Premio Fundació BBVA Fronteres del Coneixement en la categoria de Ciències Bàsiques al costat de Didier Queloz.

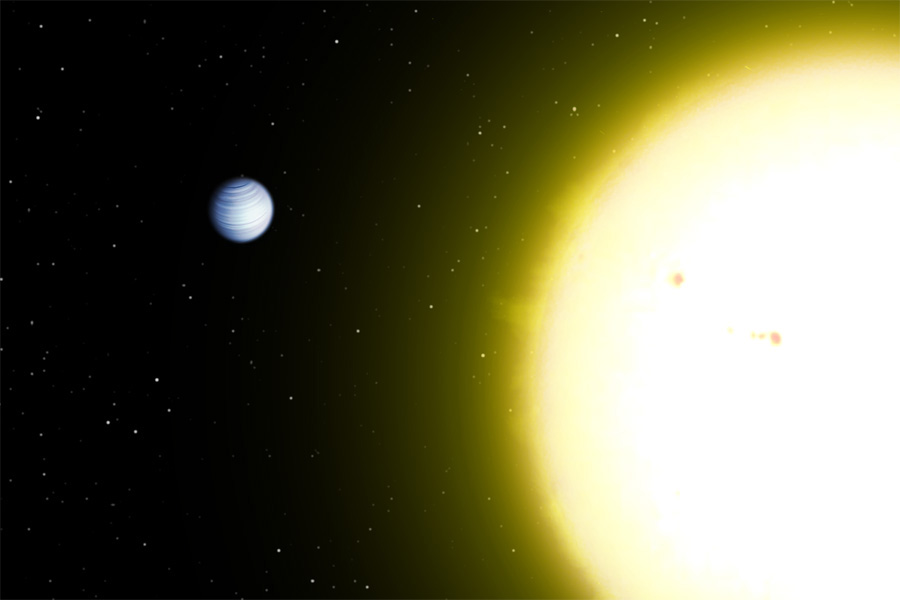
Representació artística del planeta extrasolar 51 Pegasi b.

El 2003, l'instrument Cercador de Planetes per Velocitat Radial d'Alta Precisió (HARPS), del que és investigador principal, va entrar en funcionament. El 2007, va ser un dels onze científics europeus que van descobrir Gliese 581 c, el primer planeta extrasolar a la zona habitable d'un estel. El descobriment va ser realitzat des del telescopi de 3,6 m de l'Observatori Europeu Austral (ESO) situat a La Silla amb l'instrument HARPS. El 2009, Mayor i el seu equip van descobrir el planeta extrasolar més lleuger conegut fins avui, Gliese 581 i.
El 2019, va rebre el Premi Nobel de Física amb Didier Queloz "per la descoberta d'un exoplaneta en orbita d'un estel de tipus solar" (en paral·lel amb Philip James Edwin Peebles pels seus treballs teòrics de cosmologia).